# 民主共和制
民主共和制（みんしゅきょうわせい、英語: Democratic republic）とは、民主主義と共和主義の特徴を併せ持つ政治体制である。
日本語では「民主共和政」とも訳され、この制度を採用する国は「民主共和国」と呼ばれる。
民主共和国では、国民が政府に権限を与え、その範囲内で政治が行われている。通常、政府の権限は国民の権利を超えないよう制限される。「共和」と「民主」の理念が社会に根付き、国民がその原理や仕組みを理解することが重要とされる。また、国民は政府を監視し、必要に応じて権力の乱用を防ぐ役割を果たす。こうした仕組みによって国民は民主主義の理念の下、政治や外交・経済・文化政策に積極的に関与するようになる。
一般に、民主共和国では道徳意識が高く、国民の幸福度も比較的高い傾向がある。これは国民投票の積極的な活用や、共和制による権力分散が影響していると考えられる。また、人権の尊重も民主共和制の大きな特徴の1つである。
なお、民主共和政を採用している国でも、全ての国民が選挙権を持つとは限らない。投票年齢のほか、犯罪歴や収監状況などによって制限される場合がある。

## 定義
「民主」と「共和」の定義は重複する部分も多いが、民主国家は必ず共和制を採用するわけではなく、共和国も必ず民主制を採用するわけではない。例えばイギリスでは、チャールズ3世が国王に就いているため共和制ではないが、国王より国民の権力が大きい立憲君主制を採用しており、民主的である。また中華人民共和国は、共和制を自称しており皇帝も存在しないが、習近平総書記という個人による独裁体制となっている。 

### イギリスの定義
オックスフォード英語辞典に拠ると、「共和」と「民主」の定義は以下の通りである。
1. 共和
  - 最高権力が人民とその選ばれた代表者によって持たれ、君主ではなく、選挙で選ばれた、または指名された大統領を持つ国。
  - 英語原文：A state in which supreme power is held by the people and their elected representatives, and which has an elected or nominated president rather than a monarch.[14]
2. 民主
  - 全ての市民や適格なメンバーが参加できる政府の仕組みであり、通常は選ばれた代表者が運営する。
  - 英語原文：A system of government by the whole population or all the eligible members of a state, typically through elected representatives.[15]

### アメリカの定義
UCLAロースクールのEugene Volokhによると、米国が多様な政治的側面を持ち、単一の政体に収めることが難しいため、立憲共和制、民主共和制、さらには複数の政治形態が融合したものと見ることが出来る。具体的には
1. 立憲共和制：米国は憲法に基づいた政府運営を行い、『憲法』に従って権力の分立が行われている。これは立憲共和制の特徴である。
2. 民主共和制：本稿で言う民主共和制は、間接民主制（代表者を選出して政治を委任するシステム）にあたる。また、選挙人団制度（Electoral College）や連邦制（州と地方自治体で直接民主制を採用する場面）を通じて、民主主義の要素が強調されている。
3. 直接民主制 vs 間接民主制：地方や州レベルで直接民主制（例えば住民投票やイニシアティブ）が行われる一方で、全国規模では間接民主制を採用する。
4. 裁判制度と法学独立：米国の裁判制度は、憲法に基づいた法学独立が特徴であるが、陪審制（jury trial）の採用により、民主主義的な要素も持ち合わせる。

前述のように、米国では民主共和制は単一の政体では無く、むしろ民主体制の特徴の1つとみなされている。

## 歴史と使い分け
20世紀以前は「民主共和制」と「民主共和国」という2つの用語は、解釈不一致のことが頻発していた。

### アメリカ
アメリカ独立革命の以前、イギリスやポーランド・リトアニア共和国のように君主の権力が弱く、国会の権力が強いヨーロッパの国家は君主共和制と呼ばれ、「民主制」より「共和制」という言葉で形容することのほうが多かった。アメリカ独立のあと、代表民主制を使っているため、 民主共和国が頻繁に使われ、民主共和制はほとんど使わなくなった。ジョン・アダムズは、1784年で提案した連邦法改革の草案で以下のように述べている。
確かに、我が国アメリカは民主共和制を実行しているが、とくに代表民主制の特徴が強く、わざわざ民主共和制と呼ばなくてもいい。また、強制的では無いが、「国の全ての政策は議会で過半数、その代表者の同意が必要」という特徴により、いまの米国は民主共和国と自称しつづけても構わないと思う。

### アジア
中華民国は、自国がアジアで最古の民主共和国であったと主張している。しかし、中華民国が中国大陸に領土を持っていた時代に行っていた政治体制は全て独裁共和制であり、民主制でなかった。民主制になったのは、台湾島へ撤退した後の1990年代以降のことである。

### アフリカ
1822年で建国されたリベリアも、自国がアフリカで最古の民主共和国であったと主張している。しかしリベリアは、定期的にクーデター等が発生しており政治的に安定しているとは言えず、アメリカのような安定的な民主共和国とは言いづらい。

## 民主共和国という国名を持つ国

### 事実上の独裁国家
「民主共和国」という語を正式な国名に使ったまま、権威主義的な政治体制を敷く国家は珍しくない。アメリカの国際NGO団体であるフリーダム・ハウスによると、「民主共和国の本質は自由主義と憲政主義」であることから、ある国家が本当に民主共和国か否かについては、判断しにくいことではない。

#### 20世紀の共産主義国家
第二次世界大戦後、多くの共産党政権は「民主共和国」を国名に入れていた。これらの国々はマルクス・レーニン主義の一党独裁国家であり、民主制にとって最も重要な言論の自由がなかった。以下のような国々がこれに当てはまる。
- ドイツ民主共和国（東ドイツ）
- ソマリア民主共和国[26]
- ベトナム民主共和国（北ベトナム）
- イエメン人民民主共和国（南イエメン）
- アフガニスタン民主共和国
- エチオピア人民民主共和国[27]

#### 21世紀以降
2024年の現在でも、民主共和国を名乗る独裁制の国家が多く存在している。そのような国々は自由選挙を実施しておらず、民主主義指数において「独裁政治体制」または「混合政治体制」と評価される。以下のような国家がこれに当てはまる。
- アルジェリア民主人民共和国[28]
- コンゴ民主共和国[28]
- エチオピア連邦民主共和国[28]
- 朝鮮民主主義人民共和国[28]（北朝鮮）
- ラオス人民民主共和国[28]
- サハラ・アラブ民主共和国（西サハラ）

### 本物の民主共和国
国名に「民主共和国」を用いており、実際に民主共和制を敷いている国家も存在する。そのような国々は自由選挙を実施し、言論の自由があり、民主主義指数において「完全民主主義」または「欠陥民主主義」と評価される。これに当てはまる国家は以下の3つしかない。
- 東ティモール民主共和国
- サントメ・プリンシペ民主共和国
- スリランカ民主社会主義共和国